# Liste der Resolutionen des UN-Sicherheitsrates (2007)
Die Liste der Resolutionen des UN-Sicherheitsrates nennt die 55 vom Sicherheitsrat der Vereinten Nationen im Jahr 2007 verabschiedeten Resolutionen. Eine weitere zur Situation in Myanmar (Burma) scheiterte am Veto Chinas und der Russischen Föderation.
| Nummer | Beschluss vom | Gegenstand                                                                                            | Mission  |
| ------ | ------------- | --- | -------- |
| 1739   | 10. Januar    | Situation in der Elfenbeinküste                                                                       |          |
| 1740   | 23. Januar    | Situation in Nepal                                                                                    |          |
| 1741   | 30. Januar    | Situation zwischen Eritrea und Äthiopien                                                              |          |
| 1742   | 15. Februar   | Situation in der Demokratischen Republik Kongo                                                        |          |
| 1743   | 15. Februar   | Situation in Haiti                                                                                    |          |
| 1744   | 20. Februar   | Situation in Somalia                                                                                  |          |
| 1745   | 22. Februar   | Situation in Osttimor                                                                                 |          |
| 1746   | 23. März      | Situation in Afghanistan                                                                              |          |
| 1747   | 24. März      | Embargo gegen Iran                                                                                    |          |
| 1748   | 27. März      | Situation im Nahen Osten                                                                              |          |
| 1749   | 28. März      | Situation in Ruanda                                                                                   |          |
| 1750   | 30. März      | Situation in Liberia                                                                                  |          |
| 1751   | 13. April     | Situation in der Demokratischen Republik Kongo                                                        |          |
| 1752   | 13. April     | Situation in Georgien                                                                                 |          |
| 1753   | 27. April     | Situation in Liberia                                                                                  |          |
| 1754   | 30. April     | Situation in West-Sahara                                                                              |          |
| 1755   | 30. April     | Situation im Sudan                                                                                    |          |
| 1756   | 15. Mai       | Situation in der Demokratischen Republik Kongo                                                        |          |
| 1757   | 30. Mai       | Situation im Nahen Osten                                                                              |          |
| 1758   | 15. Juni      | Situation in Zypern                                                                                   |          |
| 1759   | 20. Juni      | Situation im Nahen Osten                                                                              |          |
| 1760   | 20. Juni      | Situation in Liberia                                                                                  |          |
| 1761   | 20. Juni      | Situation in der Elfenbeinküste                                                                       |          |
| 1762   | 29. Juni      | Situation im Irak                                                                                     |          |
| 1763   | 29. Juni      | Situation in der Elfenbeinküste                                                                       |          |
| 1764   | 29. Juni      | Situation in Bosnien und Herzegowina                                                                  |          |
| 1765   | 16. Juli      | Situation in der Elfenbeinküste                                                                       |          |
| 1766   | 23. Juli      | Situation in Somalia                                                                                  |          |
| 1767   | 30. Juli      | Situation zwischen Eritrea und Äthiopien                                                              |          |
| 1768   | 31. Juli      | Situation in der Demokratischen Republik Kongo                                                        |          |
| 1769   | 31. Juli      | Situation im Sudan                                                                                    |          |
| 1770   | 10. August    | Situation im Irak                                                                                     |          |
| 1771   | 10. August    | Situation in der Demokratischen Republik Kongo                                                        |          |
| 1772   | 20. August    | Situation in Somalia                                                                                  |          |
| 1773   | 24. August    | Situation im Nahen Osten                                                                              |          |
| 1774   | 14. September | Situation in Ruanda (Tribunal)                                                                        |          |
| 1775   | 14. September | Jugoslawien-Tribunal                                                                                  |          |
| 1776   | 19. September | Situation in Afghanistan                                                                              |          |
| 1777   | 20. September | Situation in Liberia                                                                                  |          |
| 1778   | 25. September | Situation im Tschad, in der Zentralafrikanischen Republik und der Subregion; Aufstellung der Mission: | MINURCAT |
| 1779   | 28. September | Situation im Sudan                                                                                    |          |
| 1780   | 15. Oktober   | Situation in Haiti                                                                                    |          |
| 1781   | 15. Oktober   | Situation in Georgien                                                                                 |          |
| 1782   | 29. Oktober   | Situation in Elfenbeinküste                                                                           |          |
| 1783   | 31. Oktober   | Situation in Westsahara                                                                               |          |
| 1784   | 31. Oktober   | Situation im Sudan                                                                                    |          |
| 1785   | 21. November  | Situation in Bosnien und Herzegowina                                                                  |          |
| 1786   | 28. November  | Jugoslawien-Tribunal                                                                                  |          |
| 1787   | 10. Dezember  | Frieden und Sicherheit. Terroranschläge                                                               |          |
| 1788   | 14. Dezember  | Situation im Nahen Osten                                                                              |          |
| 1789   | 14. Dezember  | Situation in Zypern                                                                                   |          |
| 1790   | 18. Dezember  | Situation im Irak                                                                                     |          |
| 1791   | 19. Dezember  | Situation in Burundi                                                                                  | BINUB    |
| 1792   | 19. Dezember  | Situation in Liberia                                                                                  |          |
| 1793   | 21. Dezember  | Situation in Sierra Leone                                                                             |          |
| 1794   | 21. Dezember  | Situation in der Demokratischen Republik Kongo                                                        |          |